# Копетон рудий
Копето́н рудий (Myiarchus semirufus) — вид горобцеподібних птахів родини тиранових (Tyrannidae). Ендемік Перу.

## Опис
Довжина птаха становить 17-19 см. Голова і верхня частина тіла коричневі, надхвістя руде, горло і нижня частина тіла світло-коринечневі з рудуватим відтінком. Крила і хвіст руді.

## Поширення і екологія
Руді копетони поширені на узбережжі Перу, від Тумбеса на півночі до північно-західної Ліми на півдні. Вони живуть в сухих саванах, заростях склерофітних і мескитових чагарників, в рідколіссях Prosopsis і Acacia на висоті до 350 м над рівнем моря.

## Поведінка
Сезон розмноження триває з грудня по травень, північні популяції починають гніздування пізніше.

## Збереження
МСОП вважає цей вид вразливим. Популяцію рудих копетонів оцінюють в 2500-10000 птахів. Їм загрожує знищення природного середовища.